# Alfredo Garrido
Alfredo Garrido García (Bilbao, 20 de febrero de 1933-7 de septiembre de 2024) fue un cantante y productor musical español que alcanzó reconocimiento por la creación de conocidos temas, en particular en series infantiles de dibujos como 'Marco', 'Vickie el vikingo', 'La abeja Maya' (Producción artística), 'Tarzán' o 'Mazinger Z', además de producir para otros artistas.
Como cantante de temas infantiles, además de ser la voz de "Mazinger Z", en la serie "Marco" es la voz del hermano mayor en todas sus canciones, canta el tema del gusano Max en "La Abeja Maya" e interpreta el tema de "Vickie el vikingo" "Somos cien".

## Biografía
En 1955 inicia su andadura musical como cantante en el grupo bilbaíno Los Chimberos y en 1957 comienza como cantante pop y durante 7 años recorre Europa, Oriente Medio, África y México.
En 1964 vuelve a España donde arranca su carrera discográfica en la multinacional Philips-Polygram .
En 1971 es contratado por la propia discográfica como productor artístico y letrista. Entre los artistas con los que trabajó, Greta y los Garbo, Los Chichos, Nino Bravo (toda su carrera), Paco de Lucía  o Plácido Domingo (Canción del Mundial 82) fueron algunos de sus grandes éxitos como productor artístico.
En 1974, puso letra y voz al himno del Hércules C. F. que popularizó el lema de "Macho Hércules".
Como letrista, además, destacó por los temas de los primeros dibujos animados (anime) japonés. Fue autor de las letras de las canciones de la serie infantil “Marco” y adaptó las canciones de las series infantiles: “Mazinger Z”, “Tarzán”, “Vickie el vikingo”,  “Ruy, el pequeño Cid”, “Pippi Calzaslargas” (Disco navideño), “La abeja Maya” (Producción artística) y otras de Walt Disney.
Alfredo Garrido, además de componer, interpretó muchos de los temas de estas series. Como cantante de temas infantiles, además de ser la voz de "Mazinger Z", es la voz del hermano mayor en la serie "Marco" en todas las canciones, interpretó  la canción del gusano Max en "La Abeja Maya" y el tema de apertura de "Vickie el vikingo", "Somos cien".
Durante los 18 años que trabajó para Philips-Polygram grabó 15 singles y 5 LP.
En 1988 termina su labor en Philips y crea su propia productora musical independiente 2001 Producciones Artísticas CB
Se le considera un pionero de la industria musical española.

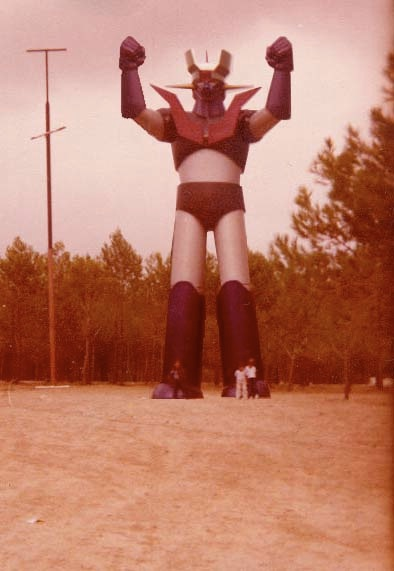
Mazinger Z en Mas del Plata, (Circa 1980)

Está presente en los Salones Manga de España y acompaña a la exposición oficial de Mazinger Z 1978, propiedad de Carlos D. Chardí que reúne más de 100 objetos de la época: Merchandising oficial de Mazinger Z, desde álbumes, cromos, libretas, libros, cómics, figuras, caretas, puzles, juegos, cartas, puños, cartelería, vídeos, super 8, discos y casetes...

### Reconocimientos
En 2015 bautizaron con su nombre la plaza donde se encuentra la estatua de Mazinger Z de 10 metros de altura en la urbanización Mas del Plata, del municipio tarraconense de Cabra de Camp.

### Discografía Infantil 70's y 80's
- Vickie el vikingo, 1975[14]
- Marco - (母をたずねて三千里 Haha wo tazunete sanzenri), 1976[4]
- La abeja Maya - (みつばちマーヤの冒険 Mitsubachi Maya no boken), 1978[15]
- Mazinger Z - (マジンガーZ Majingā Zetto), 1978[3]